# Nycteola costalis
Nycteola costalis är en fjärilsart som beskrevs av Shigero Sugi 1959. Nycteola costalis ingår i släktet Nycteola och familjen trågspinnare. Inga underarter finns listade i Catalogue of Life.